# Gustav-Adolf Blancbois
Gustav-Adolf Blancbois (13 de setembro de 1917 - 15 de janeiro de 1993) foi um oficial alemão que serviu durante a Segunda Guerra Mundial. Foi condecorado com a Cruz de Cavaleiro da Cruz de Ferro.

## Condecorações
| Cruz de Ferro 2ª Classe                                |
| Cruz de Ferro 1ª Classe                                |
| Cruz de Cavaleiro da Cruz de Ferro 20 de julho de 1944 |